# Saison 2014 des Giants de San Francisco
La saison 2014 des Giants de San Francisco est la 130e saison en Ligue majeure de baseball pour cette franchise et la 57e depuis le transfert des Giants de la ville de New York à celle de San Francisco. Les Giants sont les champions 2014 du baseball majeur, alors qu'ils remportent leur troisième Série mondiale en cinq saisons.
Meneurs de la section Ouest de la Ligue nationale du 25 avril au 26 juillet, les Giants concèdent le titre de champions aux Dodgers de Los Angeles, sur qui ils détenaient pourtant 10 matchs d'avance le 8 juin. La saison est ponctuée de performances variables : fiche de 37 victoires et 20 défaites au 31 mai, puis 22 succès en 52 matchs dans les deux mois qui suivent. Avec 88 victoires et 74 défaites, les Giants terminent seconds de leur division, 6 matchs derrière les Dodgers. Le club remporte 12 matchs de plus qu'en 2013 pour décrocher une place de meilleur deuxième et se qualifier en séries éliminatoires pour une 3e fois en 5 ans. En saison régulière, Yusmeiro Petit établit un nouveau record des majeures en retirant 46 joueurs adverses de suite, tandis que Tim Lincecum réussit un deuxième match sans point ni coup sûr en moins d'un an.
Menés en éliminatoires par leur as lanceur Madison Bumgarner, San Francisco élimine Pittsburgh dans le match de meilleur deuxième, Washington en Série de divisions, et Saint-Louis en finale de la Ligue nationale avant de vaincre 4 victoires à 3 les Royals de Kansas City en Série mondiale 2014.

## Contexte
Après avoir remporté la Série mondiale 2012, les Giants tombent de haut en 2013. Minés entre autres par d'inhabituels problèmes au monticule, les Giants encaissent 18 revers de plus qu'en 2012. Avec 76 victoires et 86 défaites, ils connaissent leur première saison perdante depuis 2008 et glissent du 1er au 3e rang de la division Ouest de la Ligue nationale.

## Intersaison
Avant la fin de la saison 2013, le voltigeur Hunter Pence, qui doit devenir joueur autonome, signe un nouveau contrat de 90 millions de dollars pour 5 ans. Le 22 octobre suivant, le lanceur partant droitier Tim Lincecum signe un nouveau contrat de deux ans avec San Francisco, alors qu'il allait lui aussi accéder à l'autonomie quelques jours plus tard. Deux autres lanceurs des Giants accèdent au statut d'agent libre mais sont réengagés par le club : le spécialiste gaucher Javier López reçoit un nouveau contrat de 13 millions de dollars pour 3 ans et le partant droitier Ryan Vogelsong, blessé à maintes reprises en 2013, revient pour une saison supplémentaire.
Le 18 novembre 2013, le vétéran lanceur partant droitier Tim Hudson quitte son équipe des 9 dernières années, les Braves d'Atlanta, et rejoint les Giants pour deux saisons. Un autre agent libre, le voltigeur Michael Morse, rejoint San Francisco après avoir partagé 2013 entre Seattle et Baltimore.
Le lanceur gaucher Eric Surkamp est perdu au ballottage au profit des White Sox de Chicago, le joueur de premier but réserviste Brett Pill est libéré de son contrat pour lui permettre d'aller poursuivre sa carrière en Corée du Sud, et le club californien laisse partir à la fin de leurs contrats le voltigeur Andrés Torres et le lanceur partant gaucher Barry Zito.

## Calendrier pré-saison
L'entraînement de printemps 2014 des Giants se déroule du 26 février au 29 mars.

## Saison régulière
La saison régulière de 162 matchs des Giants débute le 31 mars par une visite aux Diamondbacks de l'Arizona et se termine le 28 septembre suivant. Le premier match local au AT&T Park de San Francisco est disputé contre ces mêmes Diamondbacks le 8 avril.

### Classement
| Ligue nationale (Division Ouest) | V  | D  | %    | Diff. | Diff. (séries) |
| -------------------------------- | -- | -- | ---- | ----- | -------------- |
| Dodgers de Los Angeles           | 94 | 68 | ,580 | -     | -              |
| Giants de San Francisco          | 88 | 74 | ,543 | 6     | -              |
| Padres de San Diego              | 77 | 85 | ,475 | 17    | 11             |
| Rockies du Colorado              | 66 | 96 | ,407 | 28    | 22             |
| Diamondbacks de l'Arizona        | 64 | 98 | ,395 | 30    | 24             |

### Avril
- 11 avril : À San Francisco, le lanceur des Giants Madison Bumgarner récolte 5 points produits grâce à un grand chelem et un ballon-sacrifice contre les Rockies du Colorado[19].

### Juin
- 3 juin : Madison Bumgarner des Giants est élu meilleur lanceur du mois de mai 2014 dans la Ligue nationale[20].
- 25 juin : Tim Lincecum des Giants lance le second match sans point ni coup sûr de sa carrière, réussissant à San Francisco un exploit qu'il avait déjà réservé au même adversaire, les Padres, en juillet 2013 à San Diego[21].

### Juillet
- 9 juillet : Matt Cain, qui connait une année difficile, effectue son dernier départ de la saison 2014. Il est opéré au coude droit au début août[22].
- 13 juillet : Contre les Diamondbacks de l'Arizona, Madison Bumgarner frappe un grand chelem et son receveur Buster Posey en ajoute un. C'est la première fois de l'histoire qu'une batterie lanceur-receveur frappe des grands chelems dans le même match[23]. Bumgarner devient du même coup le premier lanceur à réussir deux grands chelems dans une même saison depuis Tony Cloninger des Braves d'Atlanta en 1966[23].
- 26 juillet : Les Giants échangent le releveur droitier Heath Hembree et le lanceur partant gaucher Edwin Escobar aux Red Sox de Boston pour le vétéran lanceur partant droitier Jake Peavy[24].

### Août
- 26 août : Madison Bumgarner, des Giants, lance 7 manches parfaites à San Francisco et réussit contre les Rockies du Colorado un jeu blanc où il n'accorde qu'un seul coup sûr, un double au premier frappeur de la 8e manche, Justin Morneau[25].
- 28 août : À San Francisco contre les Rockies du Colorado, Yusmeiro Petit des Giants bat le record établi en 2009 par Mark Buehrle en retirant 46 joueurs adverses de suite, sans permettre à un seul d'atteindre les buts. La séquence record de Petit avait été amorcée le 22 juillet précédent[5].

### Septembre
- 25 septembre : Une défaite des Brewers de Milwaukee élimine ces derniers de la course aux séries éliminatoires et confirme la qualification des Giants comme l'un des meilleurs deuxièmes de la Ligue nationale[26].